# Arsenal

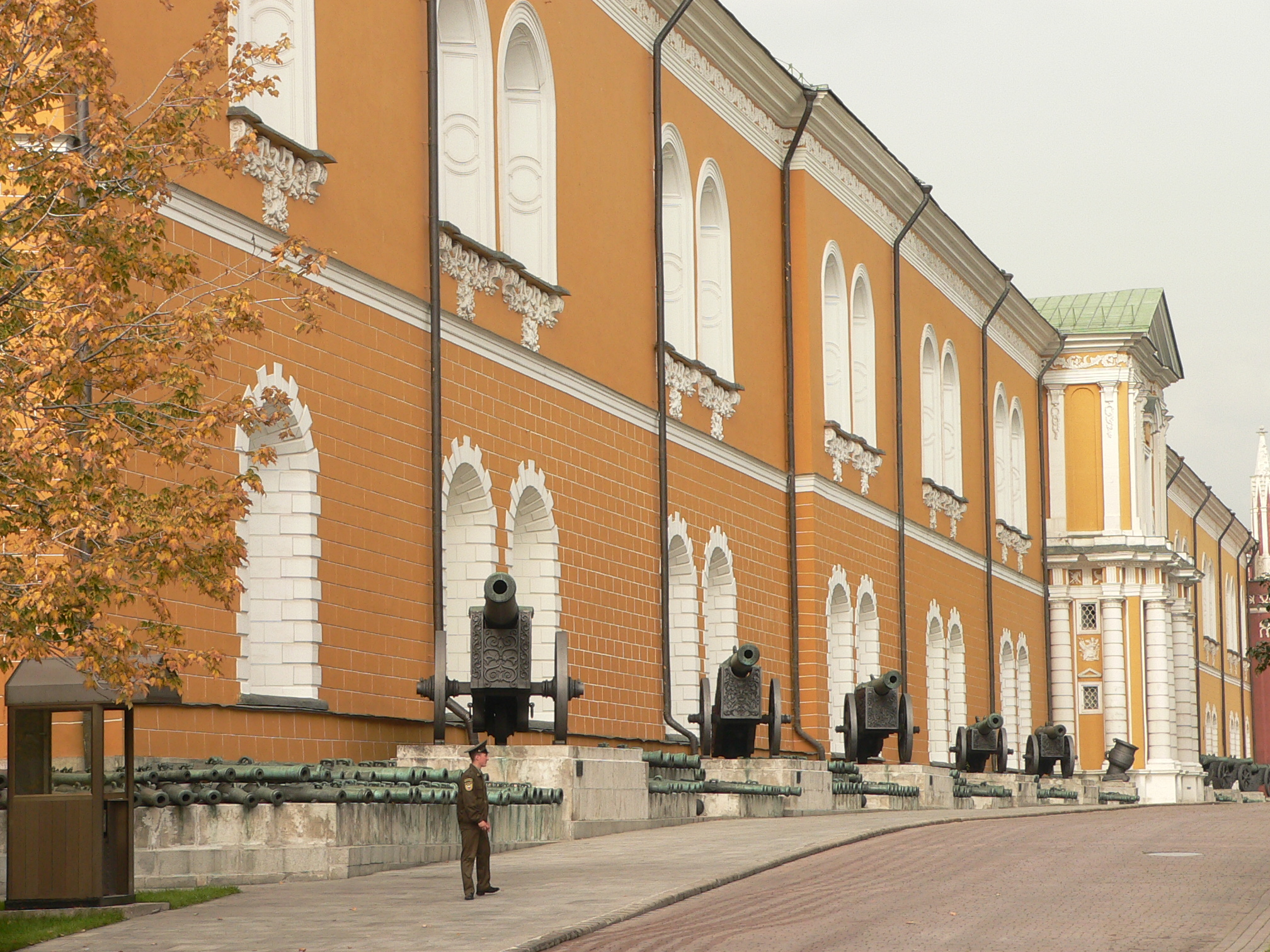
Arsenalul din Kremlin

Un arsenal este o clădire în care se fabrică și se depozitează armament. În sens figurat, prin arsenal sunt denumite toate mijloacele de care se folosește cineva într-o acțiune.

## Istoric
Unul din cele mai vechi arsenale de pe teritoriul actual al României este Arsenalul din Sibiu (secolul al XV-lea).